# 後藤康之 (放射線医師)
後藤 康之（ごとう やすゆき、1952年4月28日 - ）は、日本の医師（放射線科）。専門は放射線診断・治療、腫瘍血管形態学。医療法人財団コンフォート コンフォート病院（神奈川県横浜市西区）院長。日本医学放射線学会、日本医学放射線専門医会、日本インターベンショナルラジオロジー（日本IVR）学会に所属。

## 来歴
東京都出身。1978年9月東京医科大学卒業。1979年5月医籍登録。東京医科大学研修医を経て、日本赤十字社武蔵野赤十字病院放射線科に勤務。1986年同病院放射線科副部長。新東京病院放射線科医師の勤務を経て、2001年よりコンフォート病院に病院診療部長として着任。2012年より同病院院長に就任し、現在に至る。
現在までに進行癌の積極的治療として数千例を超す「癌カテーテル治療」の経験を持つ。「癌カテーテル治療」とは、癌の原発巣（最初に癌ができた場所）や転移巣（原発の癌が広がっている部分）の近くの動脈まで、可能な限りカテーテルで近づけて抗がん剤を注入し、がんの縮小や消失を目指す。また、癌が栄養補給を行っている血管を見つけ出し、可能な限りカテーテルで近づけて塞栓物質を注入することで、癌に栄養を送っている血管の流れを止めて、癌の成長を抑制させるなどの医療行為である。

## 主な著書
- 『がん治療‐サリドマイドの適応と警鐘』共著（日本工業新聞社・2003年）

## 主な論文
- 『肝動注用シスプラチン（アイエーコール）とDegrable starch microspheres（DSM）併用の化学塞栓療法における安全性に関する基礎的検討』日本癌治療学会誌40(2)，577，2005‐09
- 『無水エタノール併用下で経カテーテル的塞栓術を施行したAneurysmal typeの腎動静脈ろうの2例』IVR16(3)，259‐263，2001‐07
- 『下大静脈内血栓のため拡張不全となったGreenfield filter拡張不全の予防対策とLoop snareを用いた位置修正法』IVR15(1)，93‐95，2000‐01
- 『Tc‐99m‐標識RBCの動脈注入による小腸出血の局在化』Ann Nucl Med13(3)，191‐194，1999‐06
- 『Palmazステント留置中にバルーンが破損した2例』IVR14(1)，80‐82，1999‐01
- 『Tc‐99m‐GSA SPECTによる肝内腫ようと腫よう病巣の量的診断の可能性　病理評価とMRI所見との相関』Ann Nucl Med12(5)，275‐280，1998‐10
- 『2本のカテーテルを片側大腿脈より挿入し施行した肝動脈CT，門脈CTの連続撮影方法‐安全性，有効性の評価‐』日本醫學放射線學會雜誌58(3)，91‐93，1998‐02
- 『膝関節のMRI半月板のMRI診断』臨床画像13(10)，1148‐1160，1997‐10
- 『新しい一時的下大静脈フィルター（Neuhaus ProtectTM）の臨床的有用性について』基礎と臨床31(11)，3241‐3248，1997‐10
- 『肝動脈塞栓療法（TAE）後に気腫性肝膿瘍を合併した原発性肝癌の2例』Progress in Medicine17(9)，2471‐2473，1997‐09
- 『造影剤注入直後における血液‐造影剤間の混合性の造影効果に及ぼす影響』映像情報Medical29(8)，489‐492，1997-04-15
- 『drip infusion pyelography施行時の造影効果に及ぼすNaの影響』映像情報Medical28(6)，340‐343，1996
- 『新しい4Fカテーテル（グライドキャスⅡ）の使用経験』映像情報Medical26(8)，454‐458，1994
- 『TAEで止血後、肝切除を行った肝細胞癌破裂の1例』Therapeutic Research14(9)，3937‐3942，1993
- 『上腸間膜動脈への選択的リボPGE1動注による肝細胞癌症例の肝動脈塞栓術（TAE）に対する肝細胞保護作用』基礎と臨床24(2)，735‐739，1990‐01
- 『ピラルビシン（THP）を用いたリピオドール加化学塞栓療法による原発性肝癌の治療経験』癌と化学療法17(7)，1303‐1307，1990‐07
- 『経上腸間膜動脈性門脈造影におけるリポPGE1の効果』基礎と臨床23(12)，4783‐4786，1989‐08
- 『腹部X線造影検査時の腸管ガスの抜去に対するバソプレシンの効果』基礎と臨床23(17)，7143‐7146，1989‐12
- 『急性心筋梗塞治療の現状』基礎と臨床16(2)，797‐800，1982‐02